# خرفخانه‌های تنگ قلات
خرفخانه‌های تنگ قلات مربوط به دوره اشکانیان - دوره ساسانیان است و در شهرستان بوانات، بخش مرکزی، دهستان باغان، جاده خاکی سوریان به چهرک، ابتدای دشت بردشیراز واقع شده و این اثر در تاریخ ۲۶ اسفند ۱۳۸۶ با شمارهٔ ثبت ۲۱۹۱۶ به‌عنوان یکی از آثار ملی ایران به ثبت رسیده است.